# Sebastian Prödl
Sebastian Prödl (Graz, 21. lipnja 1987.), je bivši austrijski nogometaš i nogometni reprezentativac. Igra na poziciji stopera. Igrao je na poziciji stopera.
Austrijski nogometni izbornik objavio je u svibnju 2016. popis za nastup na Europskom prvenstvu u Francuskoj, na kojem je se nalazio Prödl.

## Vanjske poveznice
- Profil na Transfermarktu
- Profil na Soccerwayu